# Кульбаба приджерельна
Кульбаба приджерельна, кульбаба джерельна (Taraxacum fontanum) — вид квіткових рослин з родини айстрових (Asteraceae).

## Біоморфологічна характеристика
Це багаторічна рослина 10–24 см заввишки. Листки зазвичай вузько-лінійні чи перисто-роздільні та стругоподібні, з більшою кінцевою часткою, іноді вони цілісні, зубчасті. Зовнішні листочки обгортки на краю з досить широкою білуватою плівчастою облямівкою. Квіткові голови (кошики) 1–2 см завширшки.

## Поширення
Вид росте в Європі: Албанія, Австрія, Болгарія, Словаччина, Німеччина, Польща, Румунія, Швейцарія, Україна.
В Україні росте у заболочених місцях, на галявинах, у субальпійському та альпійському поясах — у Карпатах (хр. Чорногора, хр. Свидовець, гора Близниця).